# Formación Sânpetru

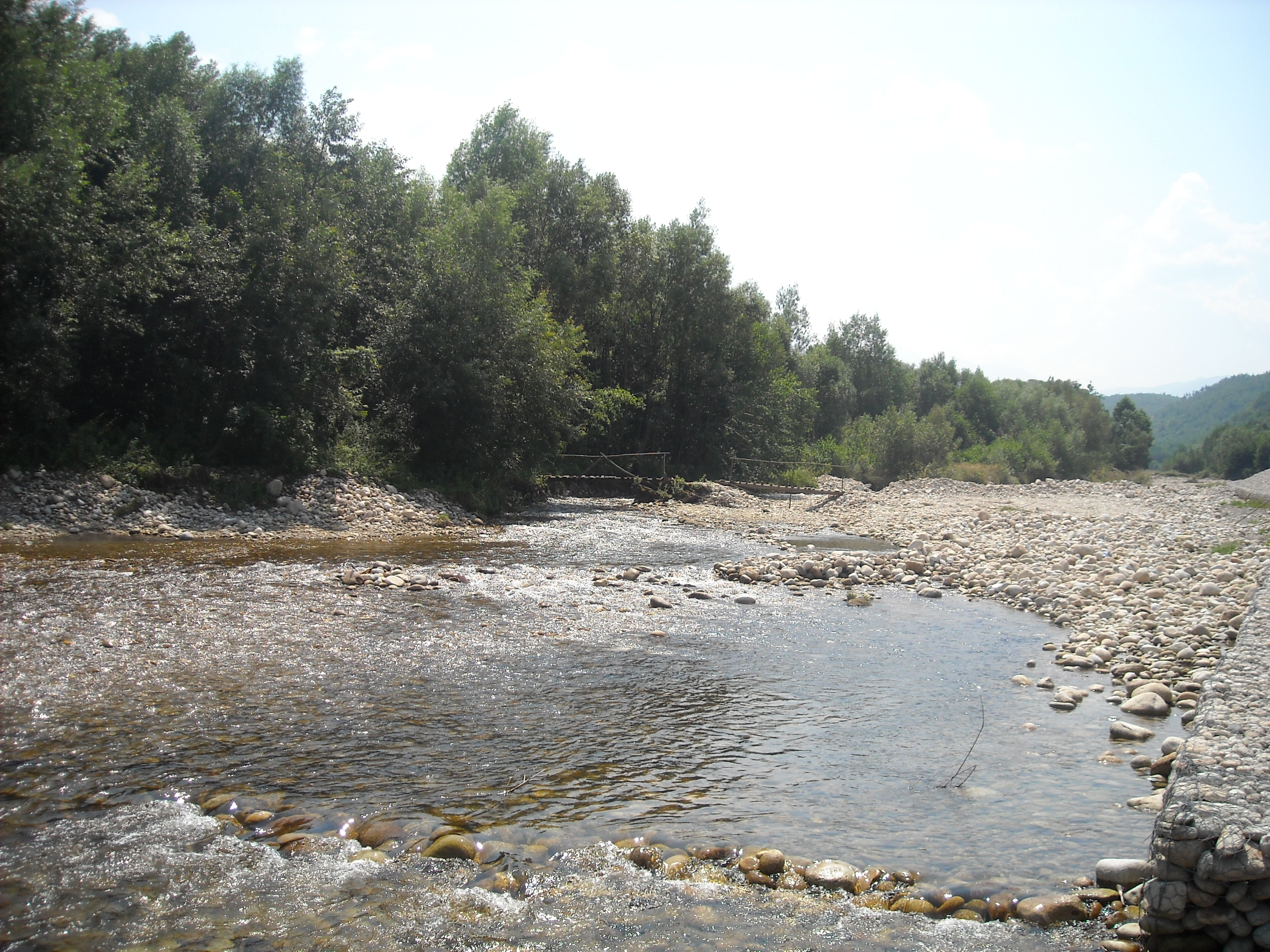
Río Sibisel (Strei), cerca de la formación mesozoica Sânpetru.

La Formación Sânpetru es una formación geológica. Los restos de dinosaurios son algunos de los fósiles que se han recuperado de la formación. Se encuentra en Rumania, cerca del pueblo de Sânpetru, como parte de la comuna de Sântămăria-Orlea.

## Paleofauna

### Ornitisquios
| Ornitisquios de la Formación Sânpetru | Ornitisquios de la Formación Sânpetru | Ornitisquios de la Formación Sânpetru | Ornitisquios de la Formación Sânpetru | Ornitisquios de la Formación Sânpetru                                                                          | Ornitisquios de la Formación Sânpetru | Ornitisquios de la Formación Sânpetru |
| Géneros                               | Especies                              | Ubicación                             | Posición estratigráfica               | Abundancia | Notas                                 | Imágenes                              |
| ------------------------------------- | ------------------------------------- | ------------------------------------- | ------------------------------------- | --- | ------------------------------------- | ------------------------------------- |
| Struthiosaurus                        | S. transylvanicus                     |                                       |                                       | |                                       |                                       |
| Telmatosaurus                         | T. transylvanicus                     |                                       |                                       | De cinco a diez cráneos fragmentarios, algunos con restos postcraneanos asociados, en clases de edades mixtas. |                                       |                                       |
| Zalmoxes                              | Z. robustus                           |                                       |                                       | |                                       |                                       |
| Zalmoxes                              | Z. shqiperorum                        |                                       |                                       | |                                       |                                       |

### Saurópodos
| Saurópodos de la Formación Sânpetru | Saurópodos de la Formación Sânpetru | Saurópodos de la Formación Sânpetru | Saurópodos de la Formación Sânpetru | Saurópodos de la Formación Sânpetru | Saurópodos de la Formación Sânpetru |
| Géneros                             | Especies                            | Ubicación                           | Posición estratigráfica             | Notas                               | Imágenes                            |
| ----------------------------------- | ----------------------------------- | ----------------------------------- | ----------------------------------- | ----------------------------------- | ----------------------------------- |
| Magyarosaurus                       | M. dacus                            |                                     |                                     |                                     |                                     |
| Magyarosaurus                       | M. hungaricus                       |                                     |                                     |                                     |                                     |
| Magyarosaurus                       | M. transsylvanicus                  |                                     |                                     |                                     |                                     |

### Terópodos
| Los Terópodos de la Formación Sânpetru | Los Terópodos de la Formación Sânpetru | Los Terópodos de la Formación Sânpetru | Los Terópodos de la Formación Sânpetru | Los Terópodos de la Formación Sânpetru | Los Terópodos de la Formación Sânpetru | Los Terópodos de la Formación Sânpetru |
| Géneros                                | Especies                               | Ubicación                              | Posición estratigráfica                | Abundancia                             | Notas                                  | Imágenes                               |
| -------------------------------------- | -------------------------------------- | -------------------------------------- | -------------------------------------- | -------------------------------------- | -------------------------------------- | -------------------------------------- |
| Bradycneme                             | B. draculae                            |                                        |                                        | "Tibiotarso distal."                   |                                        |                                        |
| Elopteryx                              | E. nopcsai                             |                                        |                                        | "Fémur fragmentario."                  |                                        |                                        |
| Euronychodon                           | Indeterminado                          |                                        |                                        |                                        |                                        |                                        |
| Heptasteornis                          | H. andrewsi                            |                                        |                                        | "Tibiotarso distal."                   |                                        |                                        |
| Megalosaurus                           | M. hungaricus                          |                                        |                                        | "Diente".                              |                                        |                                        |

### Pterosaurios
| Pterosaurios de la Formación Sânpetru | Pterosaurios de la Formación Sânpetru | Pterosaurios de la Formación Sânpetru | Pterosaurios de la Formación Sânpetru | Pterosaurios de la Formación Sânpetru | Pterosaurios de la Formación Sânpetru | Pterosaurios de la Formación Sânpetru |
| Géneros                               | Especies                              | Ubicación                             | Posición estratigráfica               | Abundancia                            | Notas                                 | Imágenes                              |
| ------------------------------------- | ------------------------------------- | ------------------------------------- | ------------------------------------- | ------------------------------------- | ------------------------------------- | ------------------------------------- |
| Pteranodontidae indeterminado         |                                       |                                       |                                       |                                       |                                       |                                       |